# Eiji Aonuma
Eiji Aonuma (青沼 英二, Aonuma Eiji, 16 de março de 1963), nascido como Eiji Onozuka (小野塚 英二, Onozuka Eiji), é um projetista, diretor e produtor japonês de jogos eletrônicos, vinculado a Nintendo. Ele é oficial sênior da divisão Nintendo EPD e produtor da franquia The Legend of Zelda.

## Biografia
Aonuma frequentou a Universidade Nacional de Belas Artes e Música de Tóquio, onde se formou em design, trabalhando em figuras mecânicas em movimento. Ele se formou em 1988.
Depois de se formar, ele fez uma entrevista de emprego na Nintendo. Aonuma conheceu Shigeru Miyamoto durante a entrevista e mostrou amostras de seu trabalho na faculdade. Quando ele conseguiu um emprego na Nintendo, no entanto, ele nunca havia jogado um videogame antes, pois cresceu sem videogame quando criança. Ele perguntou sobre video games para sua namorada, e ela apresentou-o a dois jogos de Yuji Horii, Dragon Quest do Famicom e Portopia Serial Murder Case (1983) do PC-8801, que foram os primeiros jogos eletrônicos que ele jogou. Seus primeiros projetos envolveram design gráfico, criando sprites para os jogos do Nintendo Entertainment System, como o NES Open Tournament Golf de 1991. Aonuma foi diretor de desenvolvimento em Marvelous 1996: Mouhitotsu no Takarajim para Super Nintendo Entertainment System.
Em um ato que Aonuma atribui à sua posição na equipe Marvelous, Miyamoto recrutou Aonuma para se juntar à equipe de desenvolvimento da série Zelda. Ele passou vários anos como um dos principais designers da série The Legend of Zelda: The Legend of Zelda: Ocarina of Time e sua sequência The Legend of Zelda: Majora's Mask, ambos para o Nintendo 64. Após o trabalho em The Legend of Zelda: The Wind Waker, ele considerou seguir para outros projetos, mas foi convencido por Miyamoto a continuar com a série. Aonuma então liderou a produção de The Legend of Zelda: Twilight Princess, Phantom Hourglass,Spirit Tracks, Link's Crossbow Training, Skyward Sword, A Link Between Worlds, Breath of the Wild e Tears of the Kingdom.
Em novembro de 2016, a Aonuma recebeu o Lifetime Achievement Award no Golden Joystick Awards. Além de produzir jogos Zelda, Aonuma toca percussão como membro de uma banda de metais que ele fundou com outros cinco integrantes em 1995, conhecido como The Wind Wakers, em homenagem ao jogo de mesmo nome. A banda é composta por mais de 70 funcionários da Nintendo que realizam quatro concertos por ano.
Em maio de 2023, em uma entrevista relacionado a The Legend of Zelda: Tears of the Kingdom no site oficial da Nintendo, foi anunciado que Eiji Aonuma foi promovido em algum momento, de vice-gerente-geral para Oficial-sênior na mesma divisão.

## Trabalhos
| Ano  | Título                                      | Plataforma(s)                 | Crédito              |
| ---- | ------------------------------------------- | ----------------------------- | -------------------- |
| 1991 | NES Open Tournament Golf                    | Nintendo Entertainment System | Projetista de sprite |
| 1996 | BS Super Mario USA Power Challenge          | Satellaview                   | Projetista gráfico   |
| 1996 | Marvelous: Mōhitotsu no Takarajima          | Super Famicom                 | Diretor              |
| 1998 | The Legend of Zelda: Ocarina of Time        | Nintendo 64                   | Diretor              |
| 2000 | The Legend of Zelda: Majora's Mask          | Nintendo 64                   | Diretor              |
| 2002 | The Legend of Zelda: The Wind Waker         | Nintendo GameCube             | Diretor              |
| 2004 | The Legend of Zelda: The Minish Cap         | Game Boy Advance              | Supervisor           |
| 2004 | The Legend of Zelda: Four Swords Adventures | Nintendo GameCube             | Produtor             |
| 2006 | The Legend of Zelda: Twilight Princess      | Nintendo GameCube, Wii        | Diretor              |
| 2007 | Link's Crossbow Training                    | Wii                           | Produtor             |
| 2007 | The Legend of Zelda: Phantom Hourglass      | Nintendo DS                   | Produtor             |
| 2009 | The Legend of Zelda: Spirit Tracks          | Nintendo DS                   | Produtor             |
| 2011 | The Legend of Zelda: Ocarina of Time 3D     | Nintendo 3DS                  | Produtor             |
| 2011 | The Legend of Zelda: Skyward Sword          | Wii                           | Produtor             |
| 2013 | The Legend of Zelda: The Wind Waker HD      | Wii U                         | Produtor             |
| 2013 | The Legend of Zelda: A Link Between Worlds  | Nintendo 3DS                  | Produtor             |
| 2014 | Hyrule Warriors                             | Wii U                         | Supervisor           |
| 2015 | The Legend of Zelda: Majora's Mask 3D       | Nintendo 3DS                  | Produtor             |
| 2015 | The Legend of Zelda: Tri Force Heroes       | Nintendo 3DS                  | Produtor             |
| 2016 | The Legend of Zelda: Twilight Princess HD   | Wii U                         | Produtor             |
| 2017 | The Legend of Zelda: Breath of the Wild     | Wii U, Nintendo Switch        | Produtor             |
| 2019 | The Legend of Zelda: Link's Awakening       | Nintendo Switch               | Produtor             |
| 2020 | Hyrule Warriors: Age of Calamity            | Nintendo Switch               | Supervisor           |
| 2021 | The Legend of Zelda: Skyward Sword HD       | Nintendo Switch               | Produtor             |
| 2023 | The Legend of Zelda: Tears of the Kingdom   | Nintendo Switch               | Produtor             |
| 2024 | The Legend of Zelda: Echoes of Wisdom       | Nintendo Switch               | Produtor             |